# Кампања де Со
Кампања де Со (фр. Campagna-de-Sault) насеље је и општина у јужној Француској у региону Лангдок-Русијон, у департману Од која припада префектури Лиму.
По подацима из 2011. године у општини је живело 13 становника, а густина насељености је износила 1,25 становника/km². Општина се простире на површини од 10,4 km². Налази се на средњој надморској висини од 900 метара (максималној 1.965 m, а минималној 735 m).

## Демографија
| 1962. | 1968. | 1975. | 1982. | 1990. | 1999. | 2011. |
| ----- | ----- | ----- | ----- | ----- | ----- | ----- |
| 2     | 11    | 9     | 10    | 12    | 15    | 13    |

График промене броја становника у току последњих година